# Aquila Airways

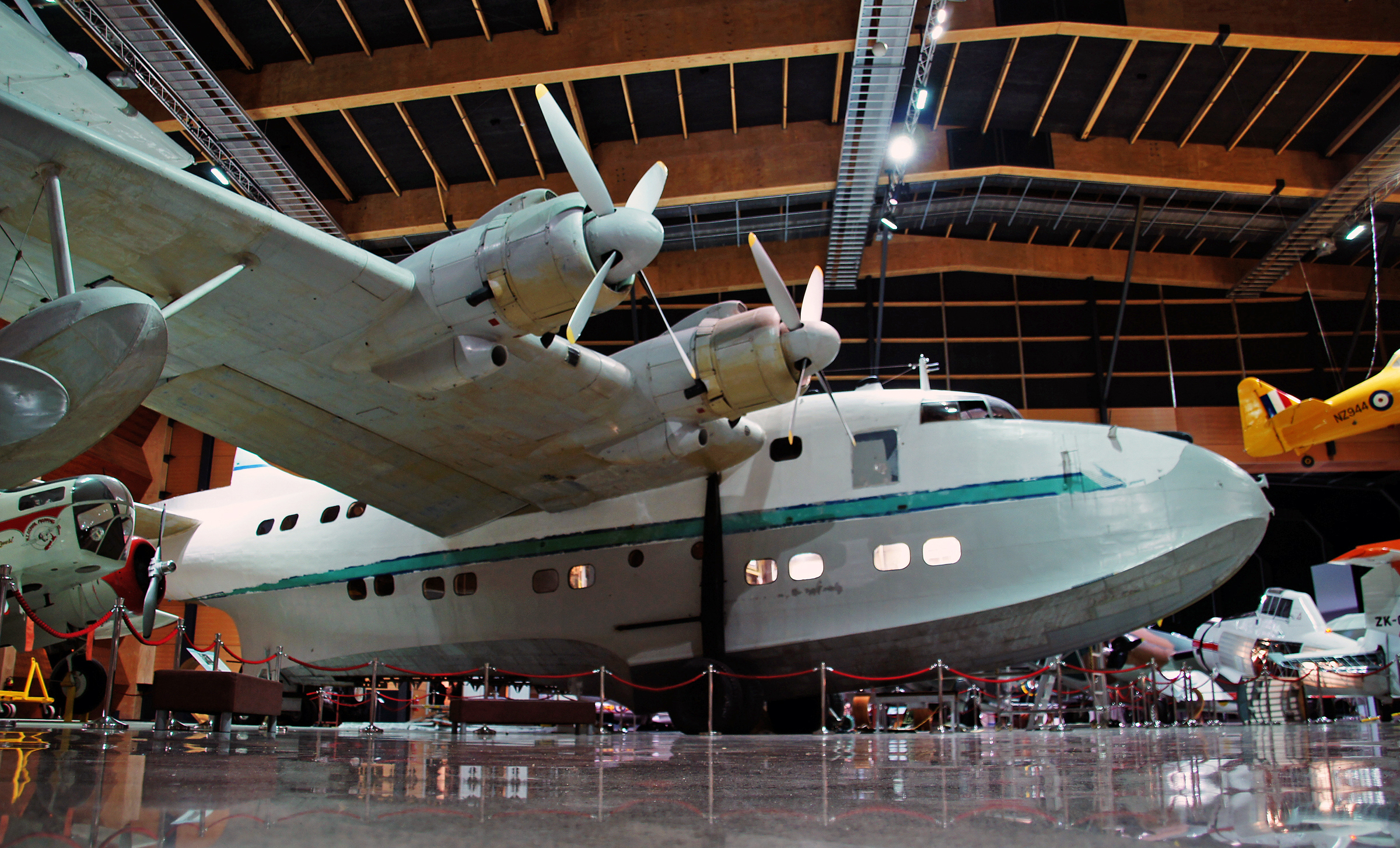
Un ancien Short Solent de la compagnie exposé dans un musée.

Aquila Airways est une compagnie aérienne britannique, active de 1948 à 1958. Elle est surtout notable pour avoir été le dernier opérateur commercial d'hydravions à coque au Royaume-Uni.
Ses appareils partaient de Southampton, les hydravions prenant leur envol sur The Solent, bras de mer situé entre l'île de Wight et la côte anglaise. La compagnie a possédé un total de 19 hydravions quadrimoteurs de type Short S.25 Sunderland, Short Sandringham, et Short Solent - tous ces appareils appartiennent à la même famille. Les Sunderland étaient des appareils militaires convertis, construits pendant la guerre pour la traque des sous-marins allemands. Au départ de Southampton, Aquila dessert les Îles Anglo-Normandes et assure aussi une ligne vers Funchal.  
En 1957, un accident fait 45 morts, lorsqu'un Solent 3 s'écrase sur l'île de Wright. 
La compagnie disparaît en 1958. À cette date, les services assurés par ses hydravions ont perdu leur pertinence, les destinations desservies étant maintenant dotées d'aéroports. De plus, ses appareils sont de plus en plus difficiles à maintenir, les pièces détachées devenant rares.